# Belgische kampioenschappen atletiek 1980
De Belgische kampioenschappen atletiek 1980 alle Categorieën vonden, voor zowel de mannen als de vrouwen, plaats op 9 en 10 augustus in Brussel.

## Uitslagen

### 100 m
| rang   | atleet          | prestatie |
| ------ | --------------- | --------- |
| Goud   | Frank Verhelst  | 10,54 s   |
| Zilver | Jacques Borlée  | 10,54 s   |
| Brons  | Daniel Reygaert | 10,85 s   |

| rang   | atlete             | prestatie |
| ------ | ------------------ | --------- |
| Goud   | Lea Alaerts        | 11,56 s   |
| Zilver | Liliane Meganck    | 11,57 s   |
| Brons  | Véronique Colonval | 11,99 s   |

### 200 m
| rang   | atleet             | prestatie |
| ------ | ------------------ | --------- |
| Goud   | Frank Verhelst     | 21,34 s   |
| Zilver | Danny Roelandt     | 21,46 s   |
| Brons  | Stephane Van Hamme | 21,72 s   |

| rang   | atlete              | prestatie |
| ------ | ------------------- | --------- |
| Goud   | Lea Alaerts         | 23,37 s   |
| Zilver | Liliane Meganck     | 23,39 s   |
| Brons  | Edith Demaertelaere | 24,19 s   |

### 400 m
| rang   | atleet              | prestatie |
| ------ | ------------------- | --------- |
| Goud   | Eddy De Leeuw       | 46,28 s   |
| Zilver | Rik Vandenberghe    | 46,43 s   |
| Brons  | Johan Van Horenbeke | 47,87 s   |

| rang   | atlete        | prestatie |
| ------ | ------------- | --------- |
| Goud   | Rosine Wallez | 52,13 s   |
| Zilver | Regine Berg   |           |
| Brons  |               |           |

### 800 m
| rang   | atleet            | prestatie |
| ------ | ----------------- | --------- |
| Goud   | Rudi De Wyngaert  | 1.50,2    |
| Zilver | Johan Herregodts  | 1.50,5    |
| Brons  | Jacques Labruyère | 1.50,7    |

| rang   | atlete              | prestatie |
| ------ | ------------------- | --------- |
| Goud   | Betty Vansteenbroek | 2.06,4    |
| Zilver | Viviane De Pré      | 2.07,0    |
| Brons  | Gerda Luypaert      | 2.09,2    |

### 1500 m
| rang   | atleet                | prestatie |
| ------ | --------------------- | --------- |
| Goud   | Jean-Pierre Paumen    | 3.47,2    |
| Zilver | Willy Vanhuylenbroeck | 3.47,5    |
| Brons  | Bob Verbeeck          | 3.47,5    |

| rang   | atlete                | prestatie |
| ------ | --------------------- | --------- |
| Goud   | Anne-Marie Van Nuffel | 4.21,8    |
| Zilver | Rita Thijs            | 4.24,1    |
| Brons  | Greta Berghman        | 4.30,1    |

### 5000 m/3000 m
| rang   | atleet             | prestatie |
| ------ | ------------------ | --------- |
| Goud   | Miel Puttemans     | 13.57,2   |
| Zilver | Jef Gees           | 13.58,3   |
| Brons  | Raymond Van Paemel | 14.09,8   |

| rang   | atlete                     | prestatie |
| ------ | -------------------------- | --------- |
| Goud   | Mimi Steels                | 9.24,6    |
| Zilver | Francine Peeters           | 9.26,5    |
| Brons  | Marie-Christine Deurbroeck | 9.27,5    |

### 10.000 m
| rang   | atleet           | prestatie |
| ------ | ---------------- | --------- |
| Goud   | Alex Hagelsteens | 28.31,9   |
| Zilver | José Reveyn      | 29.04,1   |
| Brons  | Eddy Rombaux     | 29.31,6   |

### 110 m horden/100 m horden
| rang   | atleet            | prestatie |
| ------ | ----------------- | --------- |
| Goud   | André Fridenbergs | 14,55 s   |
| Zilver | Yves Lahaye       | 14,72 s   |
| Brons  | Claude Raspé      | 15,15 s   |

| rang   | atlete            | prestatie |
| ------ | ----------------- | --------- |
| Goud   | Anne-Marie Pira   | 14,18 s   |
| Zilver | Myriam Wéry       | 14,49 s   |
| Brons  | Rosanne Corneille | 14,58 s   |

### 400 m horden
| rang   | atleet            | prestatie |
| ------ | ----------------- | --------- |
| Goud   | Michel Zimmerman  | 51,27 s   |
| Zilver | Patrick Himschoot | 52,51 s   |
| Brons  | Rik Tommelein     | 52,60 s   |

| rang   | atlete                 | prestatie |
| ------ | ---------------------- | --------- |
| Goud   | Martine Vandeweyer     | 1.00,88   |
| Zilver | Chris Staut            | 1.01,42   |
| Brons  | Christa Vandercruyssen | 1.02,48   |

### 3000 m steeple
| rang   | atleet                | prestatie |
| ------ | --------------------- | --------- |
| Goud   | Johan Van Leirsberghe | 8.40,7    |
| Zilver | Harry Servranckx      | 8.43,1    |
| Brons  | Peter Daenens         | 8.48,7    |

### Verspringen
| rang   | atleet         | prestatie |
| ------ | -------------- | --------- |
| Goud   | Roland Marloye | 7,17 m    |
| Zilver | Marc Maes      | 7,13 m    |
| Brons  | Mark Hanssens  | 7,13 m    |

| rang   | atlete            | prestatie |
| ------ | ----------------- | --------- |
| Goud   | Anne-Marie Pira   | 6,27 m    |
| Zilver | Rosanne Corneille | 6,02 m    |
| Brons  | Myriam Duchateau  | 5,94 m    |

### Hink-stap-springen
| rang   | atleet          | prestatie |
| ------ | --------------- | --------- |
| Goud   | Didier Falise   | 15,30 m   |
| Zilver | Paul Henry      | 15,17 m   |
| Brons  | Bernard Dembour | 15,08 m   |

### Hoogspringen
| rang   | atleet             | prestatie |
| ------ | ------------------ | --------- |
| Goud   | Guy Moreau         | 2,20 m    |
| Zilver | William Nachtegael | 2,11 m    |
| Brons  | Marc Maes          | 2,05 m    |

| rang   | atlete          | prestatie |
| ------ | --------------- | --------- |
| Goud   | Chris Soetewey  | 1,86 m    |
| Zilver | Veerle Swiers   | 1,75 m    |
| Brons  | Patsy Ceulemans | 1,75 m    |

### Polsstokhoogspringen
| rang   | atleet             | prestatie |
| ------ | ------------------ | --------- |
| Goud   | Patrick Desruelles | 5,15 m    |
| Zilver | Jean-Marc Jacques  | 5,00 m    |
| Brons  | Roger Lespagnard   | 4,40 m    |

### Kogelstoten
| rang   | atleet            | prestatie |
| ------ | ----------------- | --------- |
| Goud   | Georges Schroeder | 17,90 m   |
| Zilver | Noël Legros       | 16,98 m   |
| Brons  | Wim Haine         | 15,98 m   |

| rang   | atlete            | prestatie |
| ------ | ----------------- | --------- |
| Goud   | Brigitte De Leeuw | 14,08 m   |
| Zilver | Eva Tomanek       | 13,34 m   |
| Brons  | Ingrid Engelen    | 12,46 m   |

### Discuswerpen
| rang   | atleet             | prestatie |
| ------ | ------------------ | --------- |
| Goud   | Georges Schroeder  | 51,36 m   |
| Zilver | Robert Van Schoor  | 49,58 m   |
| Brons  | Bertrand De Decker | 49,38 m   |

| rang   | atlete                  | prestatie |
| ------ | ----------------------- | --------- |
| Goud   | Ingrid Engelen          | 43,14 m   |
| Zilver | Marie-Christine Cauchie | 42,58 m   |
| Brons  | Brigitte De Leeuw       | 42,20 m   |

### Speerwerpen
| rang   | atleet              | prestatie |
| ------ | ------------------- | --------- |
| Goud   | Luc Carlier         | 69,72 m   |
| Zilver | Jean-Paul Schlatter | 69,66 m   |
| Brons  | Lode Wyns           | 69,26 m   |

| rang   | atlete           | prestatie |
| ------ | ---------------- | --------- |
| Goud   | Nicole Broeckx   | 41,86 m   |
| Zilver | Chris Braeckmans | 39,14 m   |
| Brons  | Martine Florent  | 37,36 m   |

### Hamerslingeren[1]
| rang   | atleet           | prestatie |
| ------ | ---------------- | --------- |
| Goud   | Hugo Ciroux      | 54,72 m   |
| Zilver | Guy Pierre       | 52,18 m   |
| Brons  | Marnix Verhegghe | 51,18 m   |

1889 · 
1890 · 
1891 · 
1892 · 
1893 · 
1894 · 
1895 · 
1896 · 
1897 · 
1898 · 
1899 · 
1900 · 
1901 · 
1902 · 
1903 · 
1904 · 
1905 · 
1906 ·
1907 ·
1908 · 
1909 · 
1910 · 
1911 · 
1912 · 
1913 · 
1914 · 
1919 · 
1920 · 
1921 · 
1922 · 
1923 · 
1924 · 
1925 · 
1926 · 
1927 · 
1928 · 
1929 · 
1930 · 
1931 · 
1932 · 
1933 · 
1934 · 
1935 · 
1936 · 
1937 · 
1938 · 
1939 · 
1940 · 
1941 · 
1942 · 
1943 · 
1944 · 
1945 · 
1946 · 
1947 · 
1948 · 
1949 · 
1950 · 
1951 · 
1952 · 
1953 · 
1954 · 
1955 · 
1956 · 
1957 · 
1958 · 
1959 · 
1960 · 
1961 · 
1962 · 
1963 · 
1964 · 
1965 · 
1966 · 
1967 · 
1968 · 
1969 · 
1970 · 
1971 · 
1972 · 
1973 · 
1974 · 
1975 · 
1976 · 
1977 · 
1978 · 
1979 · 
1980 · 
1981 · 
1982 · 
1983 · 
1984 · 
1985 · 
1986 · 
1987 · 
1988 · 
1989 · 
1990 · 
1991 · 
1992 · 
1993 · 
1994 ·
1995 · 
1996 · 
1997 · 
1998 · 
1999 · 
2000 · 
2001 · 
2002 · 
2003 · 
2004 · 
2005 · 
2006 · 
2007 · 
2008 · 
2009 · 
2010 · 
2011 · 
2012 · 
2013 · 
2014 · 
2015 · 
2016 · 
2017 · 
2018 · 
2019 · 
2020 · 
2021 · 
2022 · 
2023 · 
2024